# Ludwig Knorr
Ludwig Knorr (Munique, 2 de dezembro de 1859 – Jena, 4 de junho de 1921) foi um químico alemão. Junto com Carl Paal descobriu a síntese de Paal–Knorr. As sínteses de quinolinas de Knorr e as sínteses de pirrol de Knorr também são nomeadas segundo ele.  Em 1883 a síntese da droga analgésica antipirina, atualmente conhecida como Fenazona, foi um sucesso comercial. A antipirina foi a primeira droga sintética e a mais largamente utilizada droga, até que foi substituída pela aspirina, no início do século XX.

## Juventude
Ludwig Knorr nasceu de uma rica família mercante. Cresceu na sede da empresa Sabbadini-Knorr, localizada na Kaufingerstraße, no centro de Munique, e na casa da família próximo do Lago Starnberger. Após a morte prematura do seu pai, sua educação e seus quatro irmãos foram deixados nos cuidados de sua mãe. Em 1878 Knorr obteve o Abitur e começou a estudar química na Universidade de Munique.
No começo, ele estudou com Jacob Volhard; então, após a saída de Volhard para a Universidade de Erlangen, Hermann Emil Fischer tornou-se seu tutor. No verão de 1880, Knorr trabalhou com Robert Wilhelm Bunsen, na Universidade de Heidelberg, e depois auxiliou Adolf von Baeyer em Munique. Quando Emil Fischer tornou-se professor na Universidade de Erlangen, ele solicitou Knorr a acompanhá-lo.

## Universidade de Erlangen
Em 1882, Knorr recebeu seu PhD pela tese nomeada de Über das Piperyl-Hydrazin. Sua habilitação seguiu três anos depois, em 1885, com uma tese intitulada Über dir Bildung von Kohlenstoff-Stickstoff-Ringen durch Ein-wirkung von Amin-und Hydrazinbasen auf Acetessigester und seine Derivate ("Sobre a formação de anéis de carbono-azoto através da ação de amina e bases de hidrazina em acetoacetato e seus derivados"). Nesta época, durante suas busca por compostos relacionados com a quinina, Knorr descobriu a Fenazona não-metilada. Como um outro composto relacionado com quinina (kairina) mostrou propriedades analgésicas e antipiréticas, Knorr e Fischer solicitaram a Wilhelm Filehne, da empresa Hoechst AG, para checar a Fenazona não-metilada e a metilada por suas propriedades farmacêuticas. Knorr patenteou o composto em 1883. Filehne sugeriu depois os nomes Höchstin ou Knorrin para a substância, mas Knorr telegrafou de sua lua-de-mel que sua variante do nome, Antipirina, não irá mudar. (alemão: Antipyrin bleibt!). Em 1885, Knorr casou-se com Elisabeth Piloty, a irmã de Oskar Piloty, seu companheiro de laboratório na faculdade da Universidade de Munique.

## Universidade de Würzburg
Em 1885, Fischer tornou-se professor na Universidade de Würzburg. Knorr o seguiu e virou professor associado. Knorr descreveu seu tempo em Würzburg como o mais imperturbável e produtivo período da sua vida. As reações de acetoacetato de etila com inúmeros outros compostos foram o principal foco de seu trabalho lá. Após a morte de Johann Georg Anton Geuther, em 1889, a Universidade de Jena estava buscando por um novo professor titular e Ernst Haeckel foi enviado para Würzburg para avaliar se Knorr era qualificado para a posição.

## Universidade de Jena
Knorr tornou-se professor titular pela Universidade de Jena, em 1889. Nos próximos dois anos, ele planejou e construiu um novo laboratório adequado para sua pesquisa. Seu foco mudou gradualmente de estruturas de pirazóis ao conceito mais geral de tautomeria. Em colaboração com vários outros químicos, Knorr provou o conceito de que acetoacetato de etila existia em uma cetona e em formas enol. Em seus últimos anos, a conformação estrutural da morfina se tornou o seu principal ponto de interesse. Durante a Primeira Guerra Mundial, Knorr serviu no corpo médico e retornou para a Universidade de Jena, após o fim da guerra. Knorr morreu depois de uma breve doença em 4 de junho de 1921.